# تریخت
تریخت (به هلندی: Tricht) یک منطقهٔ مسکونی در هلند است که در خلدرمالسن واقع شده‌است. تریخت ۲٬۲۵۸ نفر جمعیت دارد.